# Stössel (Adelsgeschlecht)
Stössel, auch Stoessel von der Heyde, ist der Name eines schlesischen Adelsgeschlechts.

## Geschichte
Das Geschlecht derer von Stössel gehört dem schlesischen Uradel an. Die Familie erscheint zuerst mit Werner Stissl, der in den Jahren 1355–1375 urkundlich genannt wurde. Die Stammreihe beginnt mit Hans von Stössel (1461–1505), Herrn auf Leutersdorf und Krämersborn. Seit 1764 bedient sich die Familie auch unbeanstandet des Freiherrentitels.
Die von Stössel besaßen in Schlesien, Brandenburg, Ostpreußen und Posen umfangreichen Gutsbesitz.

## Angehörige
- Otto von Stössel (1775–1840), preußischer Generalmajor
- Georg von Stössel, deutscher Antisemit des 20. Jahrhunderts

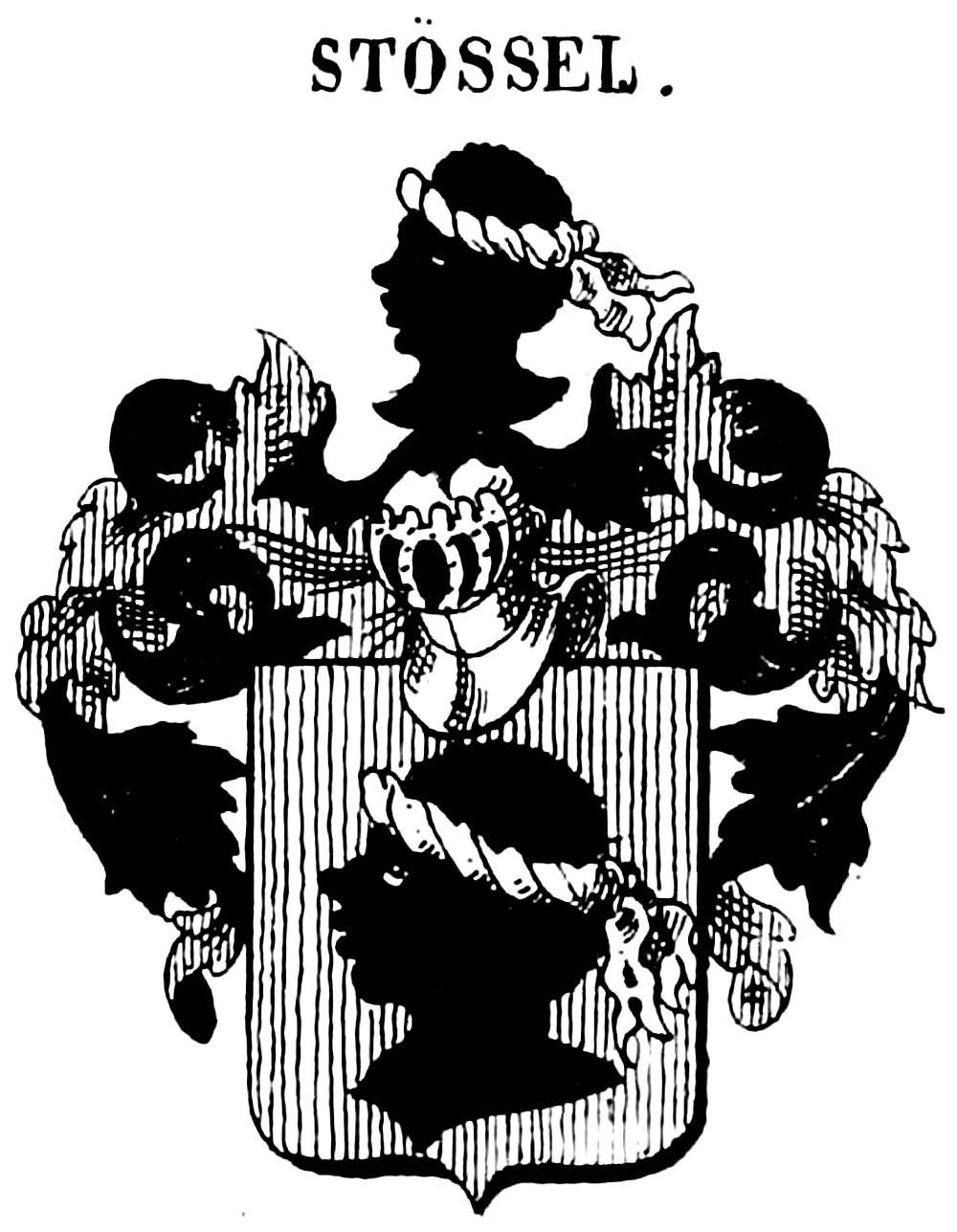
Wappen derer von Stössel in Siebmachers Wappenbüchern

## Wappen
Blasonierung: In Rot (auch in Silber) ein rechtsgekehrter Mohrenkopf mit silberner Stirnbinde. Auf dem Helm mit rot-silbernen Decken die Schildfigur.